# 中央廣播電臺

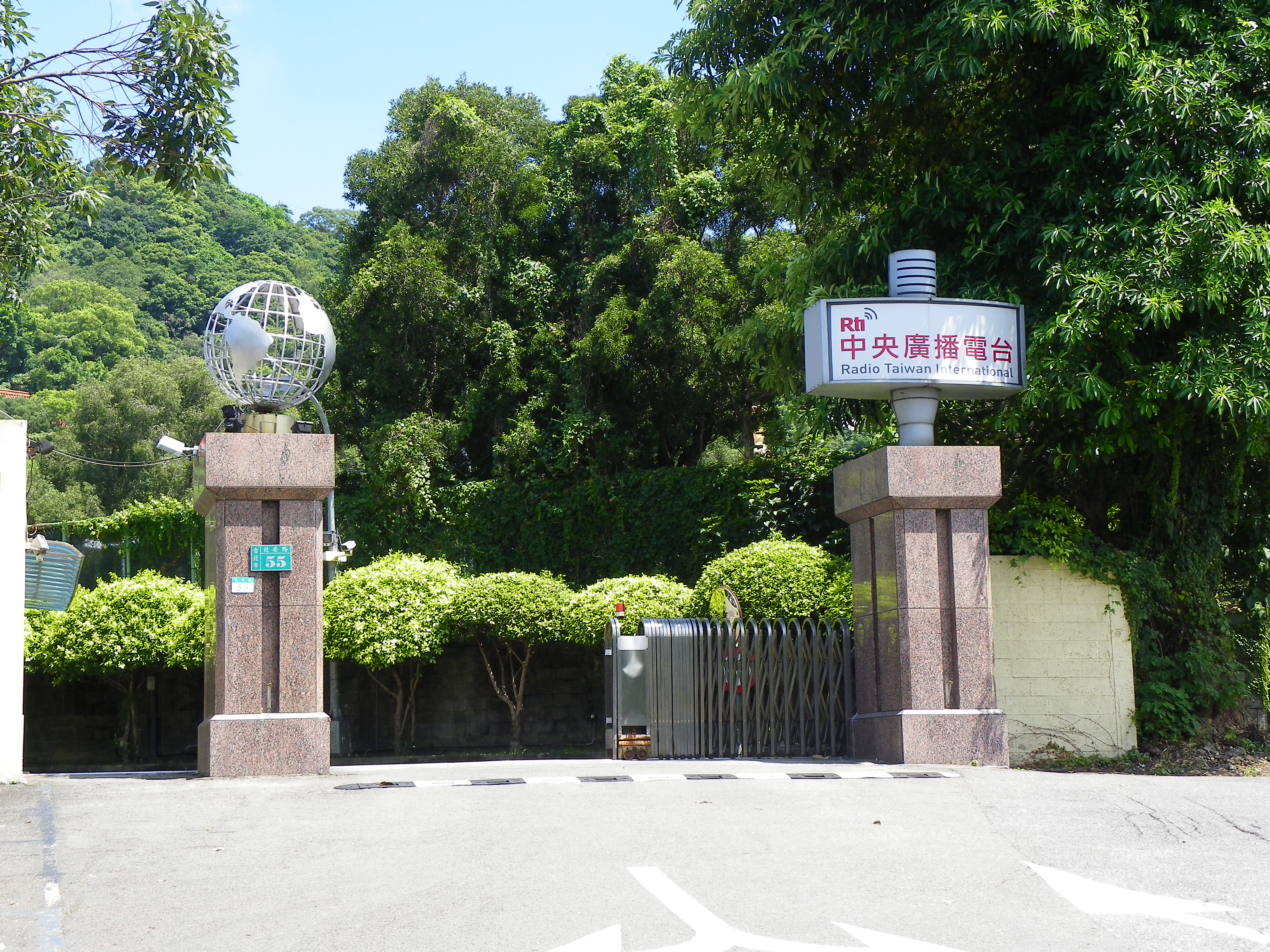
央廣正門

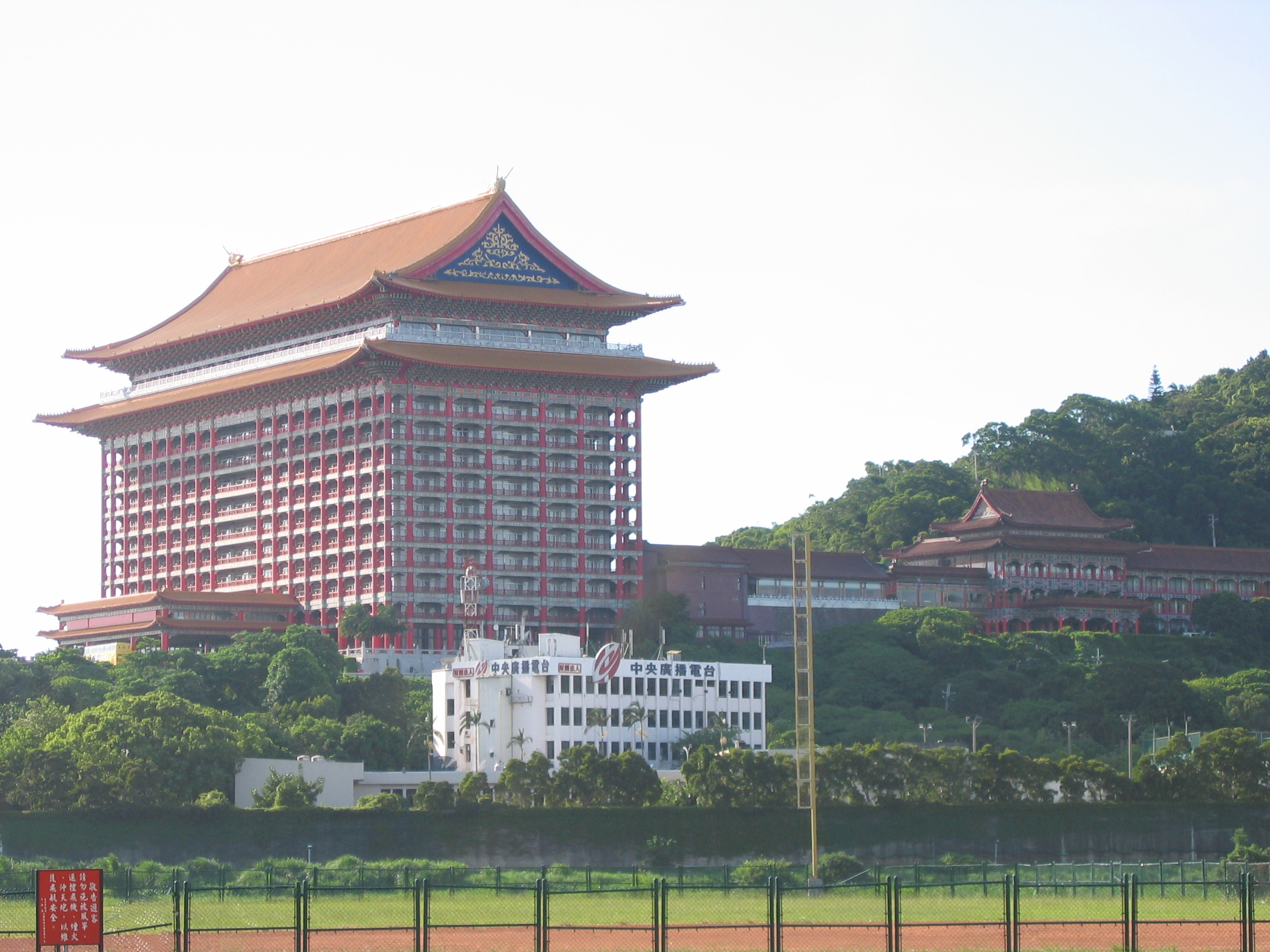
央廣總部（白色建物）位於圓山大飯店旁

中央廣播電臺（簡稱央廣）為中華民國政府捐助成立的國家廣播電臺，也是中華民國唯一專責向國際廣播的電臺，現以「臺灣之音」做為臺呼，每天以華語（現代標準漢語）、臺灣台語、臺灣客語、粵語、英語、日語等14種語言代表中華民國對全球發聲。
中央廣播電臺1928年由時任監察院副院長陳果夫籌款成立，與中國廣播公司系出同源，並開創了華人廣播史上首次「現場直播連線」的先河；遷至臺灣後，逐漸轉型為專責對中國大陸、國際社會廣播的國家公共媒體，依據法定任務及營運方針，央廣在屬性及定位上配合政府政策，宣揚臺灣自由、民主、人權、多元文化等核心價值，以追求、捍衛中華民國國家利益為依歸，代表中華民國向國際發聲。

## 歷史

### 中國大陸時期
1928年8月1日，「中國國民黨中央執行委員會廣播無綫電台」（簡稱「中央廣播電台」或「央廣」，暫定呼號為）成立於南京市丁家橋，在中國國民黨中央委員會大禮堂舉行開播典禮，時任中國國民黨中央執行委員會常務委員、中央陸軍軍官學校校長蔣中正主持開播儀式並致辭：“為我們宣傳總理的三民主義，使之發揚光大。”
1931年7月，中國國民黨中央執行委員會第三屆第150次常務會議通過央廣改名為「中央廣播無綫電台管理處」，隸屬於中央執行委員會。1932年1月28日，日軍進犯上海，爆發一二八事變。為了對日本人說明事件真相，央廣開始對日本廣播，是為中華民國國際廣播之發軔。1932年8月25日，中國國民黨中央執行委員會第四屆第35次常務會議核准修正《中央廣播無綫電台管理處組織條例》，其第1條規定：「中央廣播無綫電台管理處直接隸屬於中國國民黨中央執行委員會。」

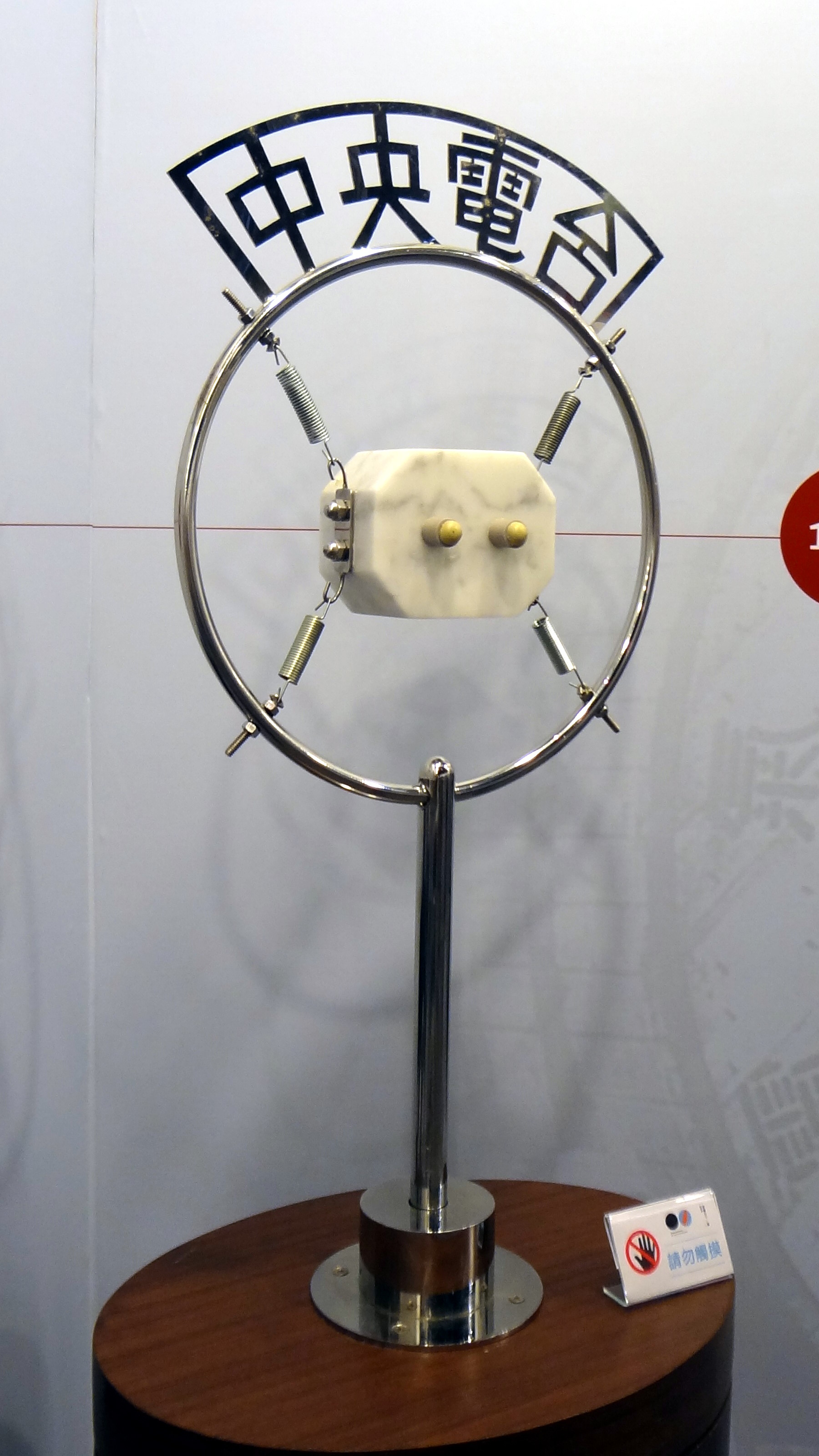
1945年中央廣播電台碳粒式麥克風

1932年11月12日，中央廣播電台將發射功率從50千瓦擴大為75千瓦，呼號改為「XGOA」，頻率為660千赫，陳果夫主持開播儀式，以國語、粵語、廈門語與英語每日播出10小時。1936年1月，中國國民黨中央執行委員會第五屆第二次中常會決議，中央廣播無綫電台管理處改名為「中央廣播事業管理處」，隸屬於中央執行委員會。1937年7月17日，時任國民政府軍事委員會委員長的蔣介石在中央廣播電台麥克風前發表《廬山聲明》。
中華民國抗日戰爭時，央廣先後遷至漢口、重慶播音，以「中央廣播電台」（呼號為）對國內廣播，以「國際廣播電台」（呼號為）對國外廣播。日軍侵略中國時期，每次轟炸都以央廣為主要目標，但是都未能得手；央廣遂被日軍稱為“炸不死的重慶之蛙”、“重慶怪放送”。對日抗戰勝利後，央廣遷回南京。
1945年8月15日，昭和天皇錄音宣讀《終戰詔書》，宣佈日本無條件投降；蔣中正於當日在中央廣播電台發表《抗戰勝利告全國軍民及全世界人士書》，對全世界廣播「以德報怨」的對日政策。
1945年，由本名林坤義的林忠回臺灣來接收臺灣放送協會廣播設備，並且出任中央廣播電台台灣台的台長。

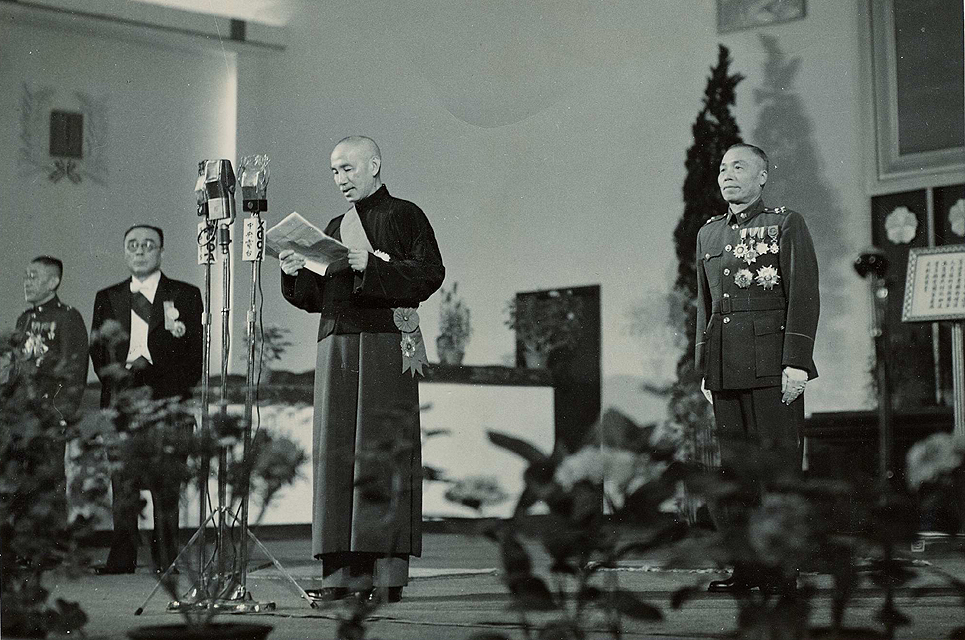
蔣中正與李宗仁就任中華民國第一任總統、副總統，蔣中正在中央廣播電台麥克風前發表講話

1947年，經國民政府行政院批准，中央廣播事業管理處改組為「中國廣播股份有限公司」（簡稱中廣）。1948年5月20日，蔣中正與李宗仁於南京就任中華民國第一任總統、副總統，蔣中正在中央廣播電台麥克風前發表講話。
1949年4月24日，中央广播电台在南京的留守人员决定改以“南京广播电台”的名义播音。上午9时许，南京中央台事实上的负责人、传音科科长蔡骧与北平新华广播电台播音员齐越通过电波通话，齐越代表北平方面要求南京方面留守人员保护电台设备，等待解放军接收，蔡骧及留守人员一一照办。上午11时许，由播音员蔡美娴（蔡骧的姐姐）播发了“南京解放”的消息。
1949年5月18日，南京广播电台更名为南京人民广播电台，1953年1月1日与苏南、苏北人民广播电台合并为江苏人民广播电台。

### 遷臺至今

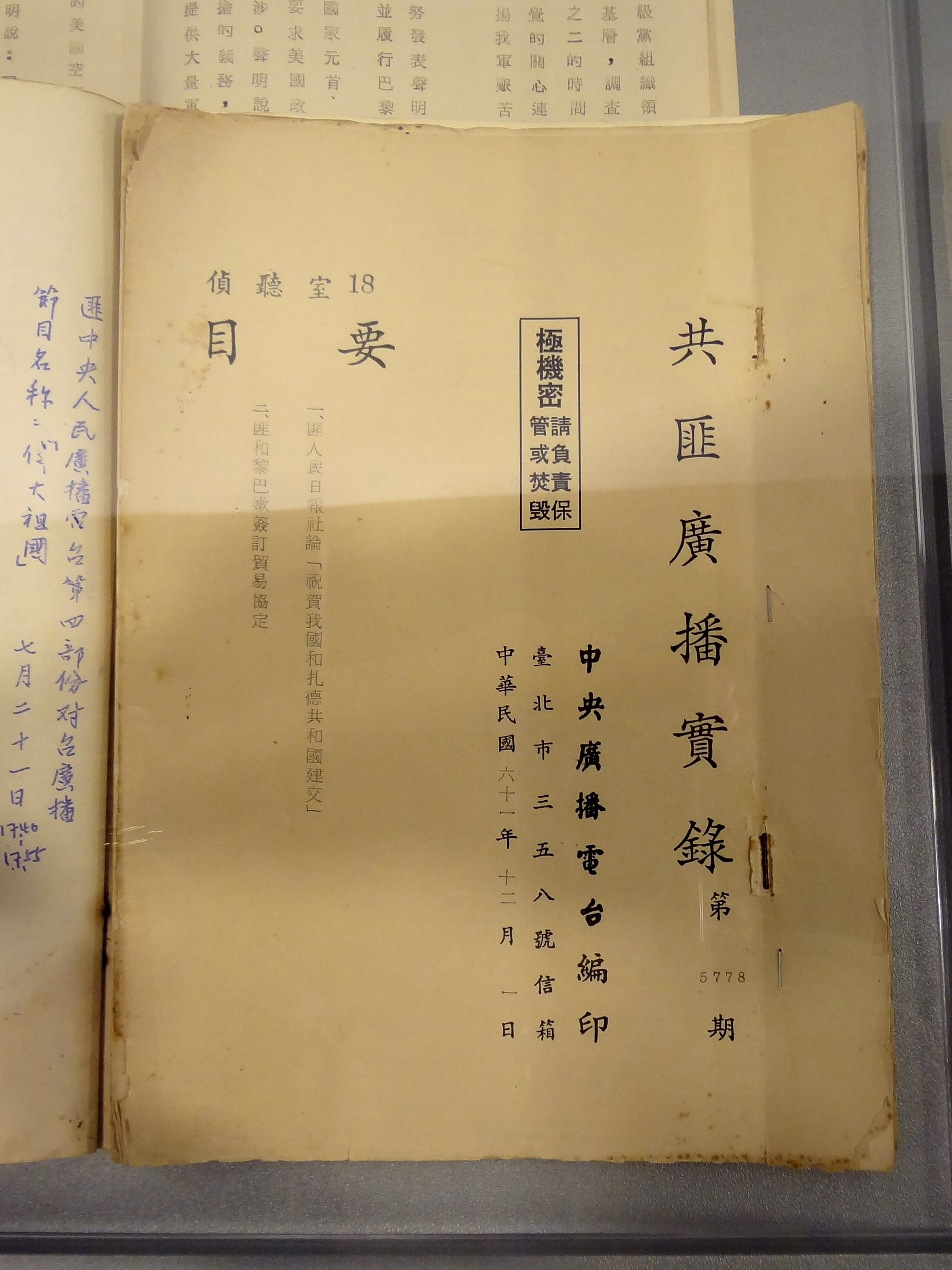
1972年12月1日中央廣播電台編印《共匪廣播實錄》第5778期

- 1949年6月，因內戰失利，中央廣播事業管理處與中廣一同隨中華民國政府撤退至臺灣。10月10日中廣「海外廣播部」以「自由中國之聲（Voice of Free China）」呼號對國際播音，最初僅以國語及英語播音[7]。11月16日中廣召開首次股東大會與首次董事會，承接中央廣播事業管理處業務；中央廣播事業管理處正式走入歷史[8]。
- 1951年5月，中廣開始使用「中央廣播電台――自由中國之聲」呼號對中國大陸播音[9]。
- 1951年8月，中廣成立「大陸廣播組」，獨立作業，負責編播對中國大陸播音的心理戰節目；1954年5月20日，中廣大陸廣播組擴大為「大陸廣播部」[10]。
- 1965年，受中華民國政府委託，中廣開始辦理自由中國之聲的海外廣播業務，同時通過短波向中國大陸傳送中廣流行網與中廣新聞網的節目。
- 1968年，音樂家劉德義應中廣聘請策劃成立央廣專屬合唱團「中央合唱團」，經常演出具時代意義之歌曲，並對中國大陸進行心戰廣播；1977年央廣改組，中央合唱團解散[11][12]。
- 1972年7月1日，中廣大陸廣播部正式恢復央廣建制。
- 1974年7月，中央決議，央廣為中央附屬之大陸廣播工作專業單位。1975年，中廣與央廣皆奉令改組為獨立經營單位，總部皆仍設於廣播電視大廈。
- 1979年，在中華民國政府支持下，中廣以「亞洲之聲（Voice of Asia）」為台呼，主要對亞洲地區播音，同時辦理其它相關之海外廣播業務。
- 1980年7月，央廣改隸中華民國國防部。
- 1981年9月，央廣與美國家庭電台簽署合作互播協議，央廣通過家庭電台在北美地區播音。
- 1991年5月1日，李登輝政府宣告終止動員戡亂時期，央廣對中國大陸心戰廣播節目自是日0時起停播。
- 1996年1月17日，立法院三讀通過《財團法人中央廣播電臺設置條例》草案；同年2月5日公布，12月5日施行。《財團法人中央廣播電臺設置條例》中規定，中廣海外廣播部併入中央廣播電臺改名為「財團法人中央廣播電臺」（仍然簡稱「央廣」，英文名稱為「Central Broadcasting System」，縮寫為「CBS」），當時的主管機關為行政院新聞局。
- 1997年12月31日，中廣「自由中國之聲」海外廣播停播。
- 1998年1月1日，「中央廣播電臺——臺北國際之聲」正式開播，並承接原中廣「自由中國之聲」及「亞洲之聲」之海外廣播業務；以新台呼「CBS臺北國際之聲（Radio Taipei International）」對國際播音。但仍維持「亞洲之聲」廣播節目。
- 2001年12月31日，「亞洲之聲」海外廣播停播。
- 2002年1月1日，「亞洲之聲」海外廣播併入「CBS臺北國際之聲（Radio Taipei International）」。
- 2003年1月1日起，央廣台呼由「中央廣播電臺——臺北國際之聲」改為「中央廣播電臺——來自臺灣的聲音」，央廣英語台呼則自同年7月1日起由改為，縮寫為「RTI」。
- 2003年7月14日，央廣董事長周天瑞宣布退出央廣董事會且無意續任央廣董事長，未來將重返《新新聞周刊》擔任董事長。同日晚間，央廣舉行第三屆第一次臨時董事會，選出朱立熙、朱台翔、吳錦發及張清溪為常務董事。
- 2005年1月1日起，央廣台呼正式啟用「中央廣播電臺——臺灣之音」这一現時名稱。2月1日，央廣停止緬甸語、韓語、阿拉伯語、蒙語與藏語廣播，播出語種改為十三種。
- 2005年9月，RTI臺灣之音全球資訊網繁簡中文網站正式上線；12月，英、日、西、德、法、俄、印、泰、越等九種外語網站全數上線。
- 2006年1月1日，RtiFM 印、泰、越語節目開播，央廣與漢聲電台合作，透過境內公營頻道，服務國內新移民。
- 2006年9月22日，第四屆第一次董事會通過由鄭優擔任第四屆央廣董事長。
- 2006年11月21日，第四屆第三次董事會通過敦聘邵立中擔任總臺長。
- 2007年底，開始規劃臺北總部數位攝影棚建置案，開啟央廣跨足影音製播新頁。
- 2008年8月1日，慶祝央廣80週年暨改制10週年臺慶，並創新啟用「PDA及手機上網聽央廣」服務，為國內第一家提供手機廣播服務的媒體。
- 2008年10月1日，舉行第四屆第一次臨時董事會，鄭優董事長、邵立中總臺長、張正霖副總臺長於會上集體請辭。
- 2008年10月22日，第四屆第二次臨時董事會通過聘任資深媒體人高惠宇為第四屆董事長。
- 2008年10月31日，第四屆第三次臨時董事會通過敦聘汪誕平接任央廣總臺長。
- 2008年12月3日，央廣首次與中國大陸《鳳凰網》（所屬公司為香港鳳凰衛視）合作，向中國大陸播送對總統馬英九的專訪[13]。
- 2009年1月21日，央廣數位攝影棚啟用暨影音節目《央廣高峰會》開播，行政院院長劉兆玄、行政院新聞局局長蘇俊賓、央廣董事長高惠宇與央廣總臺長汪誕平共同主持典禮。
- 2009年9月18日，第五屆第一次董事會推選曠湘霞為央廣第五屆董事長。
- 2010年6月8日，於嘉義國家廣播文物館舉辦「央廣的天空‧臺灣的驕傲~央廣廣播工程歷年研發成果展」。
- 2010年8月2日，啟用「聲音‧數位‧典藏~央廣82周年臺慶暨多媒體平臺」。
- 2010年12月11日，舉辦「百年鏗鏘‧聲音紀事巡迴特展」開展茶會。
- 2011年4月6日，第五屆第二次臨時董事會通過總臺長汪誕平請辭案，由副總臺長樊祥麟升任總臺長。
- 2011年5月20日，董事會修改捐助章程、組織規程，明訂董事長負責董事會會務，總臺長統籌央廣臺務，確立總臺長制。
- 2011年8月1日，舉辦「網來全球：央廣83周年臺慶暨英語全球資訊網啟用茶會」，史瓦濟蘭王國駐中華民國大使Njabuliso B. Gwebu、央廣董事長張榮恭與央廣總臺長樊祥麟共同啟用全新改版的央廣英語全球資訊網。
- 2011年10月8日, 於自由廣場民主大道舉辦「來自全球@祝福~讓世界看見臺灣」國際畫作大型投影展，展出58個國家對臺灣的祝福。
- 2012年5月20日，行政院新聞局裁撤，央廣改由文化部輔導。
- 2012年7月9日，央廣召開第五屆第九次臨時董事會，總臺長樊祥麟請辭，李猶龍接任總臺長。
- 2013年元旦，「1557音樂互動網」開播。
- 2013年3月18日，第六屆董事會通過張榮恭連任董事長。
- 2013年7月1日，「1422台灣台」開播。美國家庭電臺因財務狀況惡化，中止與央廣長達33年之合作關係。
- 2013年10月18日，獲第48屆廣播金鐘獎31項入圍，創下國內廣播史上單一廣播電臺入圍項目最多之紀錄，並獲獎6項，刷新央廣金鐘得獎成績。
- 2014年4月1日，與臺南市勝利之聲廣播公司合作，勝利之聲每日播出6節央廣製播新聞。
- 2014年4月30日，李猶龍請辭總臺長。
- 2014年8月1日，聘賴祥蔚接任總台長。
- 2015年2月28日，張榮恭屆齡退休。
- 2015年3月2日，第六屆第六次董事會推選曠湘霞回任董事長。
- 2016年9月16日，第七屆第四次董事會推選路平(平路)擔任董事長。曠湘霞同時請辭。
- 2016年12月21日，第七屆第五次董事會通過賴祥蔚總臺長於12月31日離任，並聘邵立中回任總臺長。
- 2017年1月1日，邵立中回任總臺長。
- 2017年4月1日，原「音樂互動網」回復音樂網名稱及無主持人全天播出歌曲音樂的型態，「1422台灣台」也停播。原頻道改播亞洲語言網節目。
- 2017年6月20日，中國大陸向國際廣播協會（Association for International Broadcasting）提出要求，希望以央廣退出該會換取中國央視加入。央廣以媒體自由平等真理的追求價值為主要訴求，避開政治爭議，並強調「AIB不該為新會員的加入，而侵害或剝奪了原有會員的基本權益」，獲得英、法、德、俄等國委員正面回應，保住會籍[14]。
- 2018年8月1日，組織架構調整；裁撤民雄和枋寮分台，分台整併結束。
- 2019年1月31日，選出第8屆董事會；路平連任董事長。邵立中卸任總台長。
- 2019年3月，選出四方報創辦人張正為新任總台長，8月1日上任[15]。
- 2019年10月10日，央廣以15種語言同步轉播蔡英文總統國慶演說與國慶大會[16]。隔年（2020）年初的總統大選、總統520就職、國慶典禮，央廣亦進行多語直播。2021年4月9日，央廣與知名主持人于美人合作進行現場多語直播大甲鎮瀾宮媽祖遶境[17][18][19]。
- 2020年5月，串聯多家媒體與社運團體，發起尋找失去聯繫的第二位媽媽計畫[20]。
- 2020年12月10日，辦理央廣韓語短波節目復播茶會，出席貴賓包含外交部亞太司司長曾瑞利、駐台北韓國代表部大使姜永勳及台韓兩國友好人士。12月13日，睽違15年，央廣韓語短波節目正式復播[21]。
- 2021年4月13日，央廣緬甸文臉書粉絲專頁「RtiMyanmar」正式上線，這也是台灣唯一由媒體設置的全緬甸文社群平台。央廣緬甸語節目於2000年開播，2005年停播[22]。
- 2021年5月13日，央廣重新開闢阿拉伯文臉書粉絲專頁「Rti - راديو تايوان الدولي」。央廣阿拉伯語節目於1950年開播，2005年停播[23]。
- 2021年7月1日，徵召移工大使團，盼大使們藉社群媒體向母國現身說法、分享台灣經驗[24]。
- 2021年9月30日，央廣菲律賓文臉書粉絲專頁「Rti Filipino」於國際翻譯日正式上線[25]。
- 2021年11月18日，央廣柬埔寨文臉書粉絲專頁「RTI Cambodian」正式推出。這也是央廣2021年繼緬甸文、阿拉伯文、菲律賓文臉書粉專之後，設立的第4個語種粉專，讓央廣的多語服務擴增為18種[26]。
- 2022年1月30日，音樂網停播[27]。
- 2022年2月9日，央廣第9屆第一次董監事會召開，會中通過由財團法人文化臺灣基金會董事賴秀如擔任第9屆董事長[28]。
- 2023年10月31日，媒體人張瑞昌接任總台長；11月1日上任[29]。

## 組織
中央廣播電臺組織架構如下：

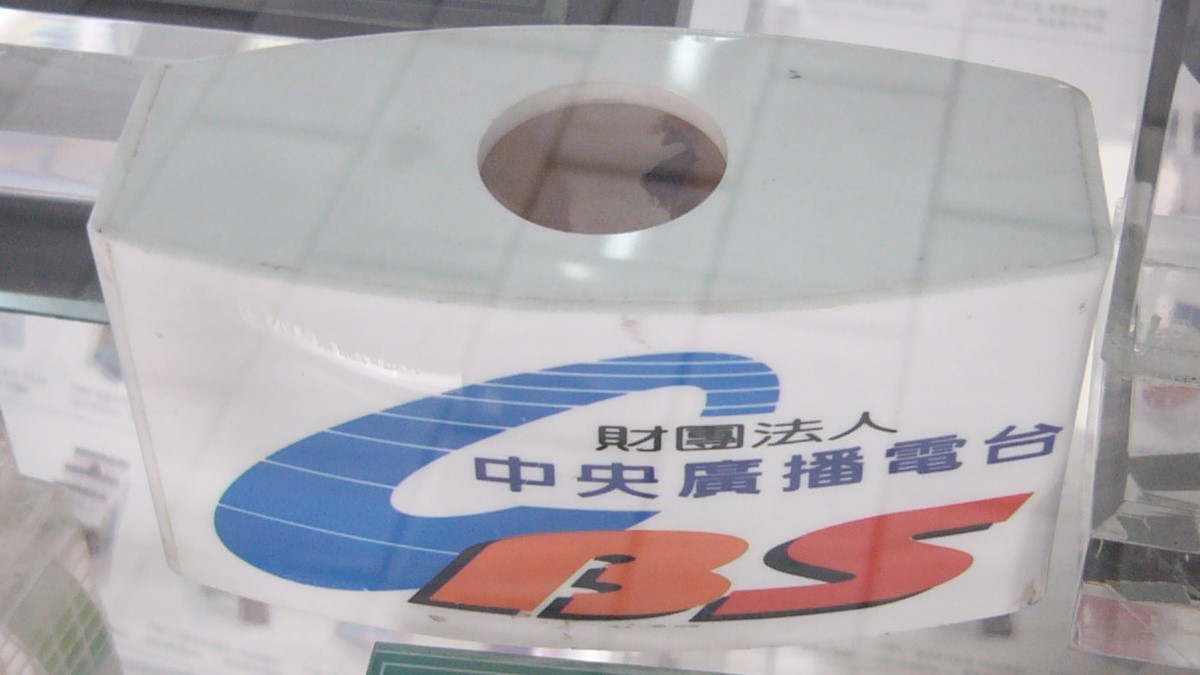
央廣1990年代版麥克風牌

- 董事會：設董事15人，設置研究委員、執行秘書
- 監事會
  - 監事5人
    - 總台長
      - 副總台長
        - 主任秘書

單位
- 工程資訊部：
  - 資訊管理組
  - 網路媒體組
  - 工務組
  - 3個發射分台（淡水、口湖和褒忠）
- 華語節目部：
  - 華語一組
  - 華語二組
- 外語節目部
  - 亞洲語言組
  - 歐美語言組
- 新聞部：
  - 主播組
  - 國內新聞組
  - 國際新聞組
  - 網路編輯組
- 公共服務部：
  - 公關企劃組
  - 合作推廣組
  - 受眾研調組
  - 數位行銷組
  - 廣播文資組
- 行政管理部：
  - 人事組
  - 會計組
  - 總務組
  - 資訊安全組
- 央廣學院
  - 綜合規劃組

### 現任董監事
| 姓名   | 備註                                      |
| 董事長 | 董事長                                    |
| ------ | ----------------------------------------- |
| 賴秀如 |                                           |
| 董事   |                                           |
| 孫立方 | 政府代表-國防部軍事發言人                 |
| 呂元榮 | 政府代表-僑務委員會副委員長               |
| 黃慧娟 | 政府代表-文化部影視及流行音樂發展司副司長 |
| 徐詠梅 | 政府代表-外交部國際傳播司長               |
| 梁文傑 | 政府代表-大陸委員會副主任委員             |
| 張正揚 | 高雄市旗美社區大學校長                    |
| 馬世芳 | 廣播人                                    |
| 黃兆徽 | 台大新聞研究所實務教師兼任助理教授        |
| 黃連煜 | 音樂製作人兼創作歌手                      |
| 洪貞玲 | 國立臺灣大學新聞研究所所長                |
| 劉夏如 | 國立臺北科技大學文化事業發展系兼任講師    |
| 郭家佑 | 臺灣數位外交協會理事長                    |
| 岳昭莒 | 勞工董事-央廣網路媒體組長                 |
| 監事   |                                           |
| 羅承宗 | 南臺科技大學財經法律研究所專任教師        |
| 周玲臺 | 國立政治大學名譽教授、會計系兼任教授      |
| 戴秀雲 | 文化部政府代表                            |
| 林嬋娟 | 國立臺灣大學會計學系教授                  |
| 廖福特 | 中央研究院法律學研究所研究員              |

※粗體為連任，斜體為隨本職異動

### 現任主管
| 姓名                 | 備註   |
| 總台長               | 總台長 |
| -------------------- | ------ |
| 張瑞昌               |        |
| 副總台長             |        |
| 李冠毅 李明俐 沈聰榮 |        |
| 主任秘書             |        |
| 陳錦榮               | 兼任   |
| 新聞部經理           |        |
| 黃美寧               |        |
| 華語節目部經理       |        |
| 周秀梅               |        |
| 外語節目部經理       |        |
| 黃佳山               |        |
| 工程部經理           |        |
| 詹逸文               |        |
| 公共服務部經理       |        |
| 沈宜芬               |        |
| 行政管理部經理       |        |
| 陳錦榮               |        |

## 服務

### 短波廣播
中央廣播電臺本部緊鄰臺北市地標之一的圓山大飯店，擁有華語網（含臺語、客家語等國家語言）以及亞洲語、歐美語等廣播網，每天以華語、臺語、客家語、粵語、英語、日語、法語、西班牙語、德語、俄語、越南語、泰語、印尼語、韓語等14種語言對全球發聲，並自2021年起，增設緬甸語、菲律賓語、阿拉伯語及高棉語臉書粉絲專頁。每週總播出頻率小時數逾2,200。主要報導臺灣的新聞、民主歷程、藝術人文、社會風貌、文化風俗及各項建設。台內擁有28間設備完善且各具規模的專業錄音室及錄播音設備。在三樓的文史館中，展出從1928年建臺迄今的各項歷史文物、珍貴史料與世界各國聽友的來函和紀念品。中央廣播電臺對全球播出的節目，透過全臺各地所架設的微波站傳送到淡水、褒忠及口湖等三個分台，分台輸出功率是全臺其他公民營電台總和的2.26倍。另外，央廣還租用了多處海外發射台用於轉播節目。電波有效涵蓋臺灣中南部地區、中國大陸地區及全球各大洲。
中央廣播電台也長期對中國大陸廣播，行銷民主自由與人權，過去中國大陸听眾對其台呼並不陌生—「中央廣播電台，自由中國之聲，在中华民国臺灣台北發音」。過去藉由美國援助的經費和技術支援，央廣建立了規模龐大的對全世界播音網絡，並可涵蓋中國大陸全境。
在第一次政黨輪替後，政治立場傾向臺灣獨立的民進黨執政。據中央廣播電台董事楊憲宏表示，2004年與時任總統陳水扁的一次對話，他鼓勵民進黨政府仍應積極關懷中國大陸人權、開展人權對話；並憂心臺灣社會主流商、政界漸因商業、政治利益而噤聲，若台灣不去累積兩岸人權對話，臺灣將失去和中國大陸交往中的真正談判籌碼。因而，陳水扁在一次國安會議決定「臺灣必須關照中國的人權狀況與民主發展」。央廣不但因此設置《為人民服務·楊憲宏時間》節目一週五天與中國大陸維權人士連線，並且接受關切中國大陸人權議題、同情法輪功立場的希望之聲國際廣播電台委託，向中國大陸播送不受中共審查的新聞資訊。
2013年4月傳出央廣近年來任務調整，可能終止對中國大陸短波廣播。根據央廣對大陸短波業務重要客戶自由亞洲電台報導，2013年4月傳出央廣高層打算藉由「重整分台發射台土地設施」以逐步全面取消短波廣播業務，包括央廣自製節目、代播，一概停止。部長龍應台周四在立法院備詢時，說明了央廣對中國大陸的播音政策。她說，對中國大陸的廣播沒有要喊停，反而是要加強和大陸的溝通。記者追問現有的短波廣播和代播的時數會不會減少。龍應台表示這部份屬於「技術問題」由央廣自行規劃，文化部只管政策。而政府的政策是：對大陸廣播「只能增加不能減少」。受影響的央廣代播最大客戶希望之聲電台總裁曾勇則表示，有消息指出，縮減希望之聲時段是來自中共北京當局通過國共兩黨的高層互訪平台，向央廣高層所提要求。且2009年央廣總台長汪誕平就曾承認中共當局方面試圖介入，要求減少央廣代播希望之聲對中國大陸短波的時數。但在國內外壓力下，央廣維持續約。
關於短波的有效性，龍應台認為，傳統的「短波廣播」，容易「被屏蔽」，建議央廣嘗試開發新媒體，擴大接觸面。不過曾勇則認為，以電台和互聯網相比較，互聯網使用的數據訊號可能遭關閉；而短波無法有效關閉、滲透力極強，他認為短波廣播的是對台灣本身的安全維護政策的一部分。無國界記者亞洲專家布羅賽爾認為，無線電廣播仍然是世界各地很多人們獲取信息的主要來源：「基於世界上很多人不識字或者無法使用網際網路，無線電廣播可以說是世界上最具民主化，最受歡迎的媒體。能夠接觸到全球億萬民眾的唯一途徑就是無線電廣播。」專家並指中華人民共和國政府是冷戰後世界上最大的干擾國際廣播節目的干擾者。
2013年6月24日，傳出臺南天馬分台在幾天內面臨拆除危機。中國大陸盲人維權律師陳光誠在臺灣國際記者會上表示，「在中國大陸目前，短波還是非常非常重要。儘管網絡在不斷的發展，但在廣大的農村，短波還是有非常非常廣大的市場。」「民眾是聽，但是很難像互聯網一樣跟外界溝通。那麼也正是因為這樣一個不足，可能使大家覺得短波在中國國內起的作用不是很大。其實，我的感受完全不是這樣。即使有了網絡的地方，短波和網絡也是一個互補的關係，而不是一個說它可以完全替代的問題。」他在接受央廣《為人民服務》節目專訪時，也再次強調了央廣短波廣播對中國大陸的重要性，「讓許多大陸維權者及學生們，感受到臺灣與民主的存在。」「有清晰的參照對比，在民主制度下發生事情是怎樣結果，他們生活環境中發生事情又是甚麼結果，整體的信息參照對比，短波起著重要作用。」
2013年傳出央廣高層打算逐步全面取消已進行六十年的向中國大陸短波廣播業務，並提前拆除兩座由美國政府援助佈署、具有重大戰略價值的世界級短波設施臺南天馬分臺、雲林虎尾定遠分臺，引發美國國會向馬英九總統關切；央廣於7月1日拆毀其中3組天線，被相關人士批評「自廢武功」，引發美國方面及國際媒體的關注。

### 節目
中央廣播電臺主要華語節目有：
- 「為人民服務」：主持人楊憲宏，節目內容提供主要新聞資訊，週一至週五，每天與中國大陸維權、民主人士連線對話，對發生在臺灣、大陸、國際的重大新聞事件做深入分析解讀。
- 「世界大國民」：節目內容多元，涵蓋全球的政治外交、財經以及科學文化等。
- 「兩岸風雲會」：主持人尹涵，主打兩岸議題。
- 「音樂MIT」：Music in Taiwan，囊括臺灣最新音樂資訊、歌手專訪和歌曲點播等內容，每週五公布「台灣之音龍虎榜」（聽眾上網票選），主持人為譚志薏、劉冠佑。
- 「RTI黃金劇場」：播送央廣自己製作的廣播劇，曾播放過《順治皇帝》、《第一次的親密接觸》、《人生想想劇場》等劇目。
- 「自由風」：節目內容係了解臺灣的窗口，也是一條通往世界道路。

另曾有「央廣音樂網」，2013年起開播，當時可透過MW1557kHz及RTI官網收聽，2015年改稱1557「音樂互動網」並於為每天17:00至01:00播出節目，曾由曾淑勤、北原山貓、周子寒和張洛君等歌手擔任主持人；覆蓋臺灣及中國大陸部分地區。2016年11月10日起改為網路廣播頻道只在央廣網站線上播出，MW1557kHz每天17:00至次日01:00改為轉播RTI華語網節目。2017年4月1日起回復原名且無主持人全天候播放歌曲音樂的型態。2022年1月30日宣布停播。
央廣新聞節目名稱為《央廣主播台RTI NEWS》和《央廣主播台－中國這一刻》，播出時間為6:30、12:00、19:00、23:00和0：00《中國這一刻》（平日）；22:00（週末）；平日2300整點和《中國這一刻》為15分鐘。其他時段皆為半小時。《晨間新聞》為半小時，週末其他時段皆為15分鐘。央廣新聞主播組DJ和播報時段為：
- 李自立（平日晚/夜間）
- 陳怡君（兼組長，平日午間-後15分鐘）
- 陳子華（平日晚/夜間）
- 張順祥（平日晨/午間）
- 張緒華、王育偉（曾任中廣主播）、（張緒華 - 平日晚/夜間；王育偉 - 平日晨/午間）
- 週末由2位主播播報（輪班）

新聞部其他主管則有：
- 楊雨青 - 記者兼國內新聞組長
- 海青青 - 編譯記者兼國際新聞組長

### 網站
中央廣播電臺全球資訊網於2005年9月開通，目前以繁體中文、簡體中文、英文、法文、西文、德文、俄文、日文、印尼文、泰文、越南文、韓文共12種文字提供新聞資訊、節目快訊、主持人介紹以及節目隨選收聽服務內容，並以HTML5播放器即時線上收聽各台節目（Live streaming），亦可透過隨選音訊（AOD，Audio On Demand）收聽節目。
2018年下半年，央廣完成重要的各語官方網站全面性改版，並建置多個主題式專題網頁提供全球網友閱聽。
2019年起，央廣網站開始支援HTTP/2協定以提升效率，並增加Podcast XML功能，提供全球網友透過電腦軟體或手機從官方網站訂閱央廣的多語Podcast節目。

## 外部連結
- 官方网站
- 台灣光華雜誌2009年1月：從心戰基地到友誼之橋──央廣八十

### 社交媒體專頁
- Rti on SNS
- 央廣粉絲團的Facebook專頁
- 央廣華語節目粉絲團的Facebook專頁
- 央廣粵語粉絲團的Facebook專頁
- 央廣閩南語粉絲團的Facebook專頁
- 央廣情報的Facebook專頁
- YouTube上的中央廣播電臺頻道
- Radio Taiwan International的新浪微博